# Maxim Andrejewitsch Chudjakow
Maxim Andrejewitsch Chudjakow (russisch Максим Андреевич Худяков, englische Transkription: Maksim Hudyakov, * 5. Oktober 1989 in Moskau) ist ein russischer Beachvolleyballspieler.

## Karriere
Chudjakow spielte von 2009 bis 2016 an der Seite von Jewgeni Romaschkin, Alexei Pastuchow, Dmitri Barsuk und Juri Bogatow auf europäischen CEV-Turnieren und auf der FIVB World Tour.
Von August 2017 bis August 2019 spielte er zusammen mit Ruslan Bykanow, mit dem er die FIVB-Turniere in Alanya und in Agadir gewann. Von Mai bis August 2019 war Igor Welitschko sein Partner, mit dem er sich für die WM in Hamburg qualifizierte, hier allerdings sieglos nach der Vorrunde ausschied. Anschließend gewannen Chudjakow/Welitschko das FIVB 1-Stern-Turnier in Pinarella Di Cervia. Auch bei der Europameisterschaft in Moskau blieben die beiden Russen sieglos.
2020 und 2021 spielte Chudjakow zusammen mit Alexander Kramarenko und gewann im Mai 2021 das FIVB 1-Stern-Turnier in Sofia.